# Шан-Прета
Шан-Прета (порт. Chã Preta) — муниципалитет в Бразилии, входит в штат Алагоас. Составная часть мезорегиона Восток штата Алагоас. Входит в экономико-статистический микрорегион Серрана-дус-Киломбус.